# Xasthur
Xasthur ist eine US-amerikanische Depressive-Black-Metal-Band.

## Geschichte
Scott „Malefic“ Conner, welcher schon unter anderem als Gastmusiker für Sunn O))) tätig war, gründete Xasthur 1995 in Alhambra, Kalifornien als Soloprojekt. Auf den Produktionen von Xasthur wird er von verschiedenen Sessionmusikern unterstützt. 2010 gab Malefic bekannt, Xasthur nach dem letzten Album Portal of Sorrow aufzugeben. Auf diesem übernahm er „eher holpernd“ auch das Schlagzeug und wurde von Marissa Nadler unterstützt, laut Robert Müller vom Metal Hammer „mit erstaunlich unelfenhaftem und oft magischem Ergebnis“. Ab dem Jahr 2015 wurde Xasthur wieder aktiv. Zu Conner stießen mit Christopher Hernandez und Rachel Roomian zwei weitere Musiker. 2016 erschien mit Subject to Change das Comeback-Album. Seit der Neugründung spielt Xasthur Neofolk.
Den Bandnamen leitete er aus dem Simon-Necronomicon ab, wo Xastur einen weiblichen Dämon bezeichnet, der schlafende Männer tötet.  Das Logo, welches auch als „haarige, in Tinte getauchte Tarantel mit einigen verschmierten Runen drumherum“ beschrieben wurde, wurde von Blood Moon Ausar entworfen, der in der Band Crimson Moon spielt und Xasthur auch als Keyboarder unterstützte. Malefic gründete Xasthur.

## Stil
Auf den ersten Alben spielte Malefic eine rohen und primitiven, black-metal-inspirierten Stil, der stark an Burzum erinnerte und sich in eine düstere, monotone und atmosphärische Richtung entwickelte, die gelegentlich (wie auch Shining und Strid) als „DSBM“ (Depressive Suicidal Black Metal) bezeichnet wird. Malefic spielt verwaschene Riffs, sein Stil wird von Robert Müller als „atmosphärisch, depressiv, oft obsessiv monoton“ bezeichnet. Einflüsse waren neben Burzum und Shining unter anderem Mütiilation und Les Légions Noires, Gravelands Album Thousand Swords, Manes, Forgotten Woods und Funeral Winds.
Die Texte Xasthurs handeln passend dazu von Suizid und Depression. Das Schlagzeug ist oft programmiert, allerdings erweiterte Malefic die Instrumentation auf Defective Epitaph um ein echtes Schlagzeug und ein Cello. Malefic sah in seiner Musik das Gegenteil von dem, was „Head-banging Heavy Metal“ sowie das Leben, die Liebe und die Gesellschaft darstellen.

## Diskografie

### Alben
- 2002: Nocturnal Poisoning (Blood, Fire, Death, Red Stream)
- 2003: The Funeral of Being (Blood, Fire, Death, Red Stream)
- 2004: Telepathic with the Deceased (Moribund Cult, From Beyond Productions)
- 2004: To Violate the Oblivious (Total Holocaust Records, Perverted Taste)
- 2006: Subliminal Genocide (Battle Kommand Records, Hydra Head Records)
- 2007: Defective Epitaph (Hydra Head Records)
- 2009: All Reflections Drained (Hydra Head Records)
- 2010: Portal of Sorrow (Disharmonic Variations/Viva Hate Records, Kemado Records)
- 2012: Nightmares at Dawn (Avantgarde Music, Kompilation mit seltenen oder zuvor unveröffentlichten Aufnahmen)
- 2016: Subject to Change (Disharmonic Variations)
- 2017: Sigils Made of Flesh and Trees (Appalachian Noise Records)
- 2023: Inevitably Dark (Prophecy Productions)
- 2023: Rehearsals 1997 - 1999 (Prophecy Productions, Kompilation mit seltenen oder zuvor unveröffentlichten Aufnahmen)
- 2024: Disharmonic Variations (Prophecy Productions)

### Demos und EPs
- 1997: Rehearsal 1997
- 2001: A Gate Through Bloodstained Mirrors (Ma-Kahru, Profane Productions)
- 2001: A Darkened Winter
- 2003: Suicide in Dark Serenity (Bestial Onslaught Productions)
- 2006: Xasthur (Moribund Records)
- 2010: 2005 Demo (Hydra Head Records)

### Split-Veröffentlichungen
- 1999: Xasthur/Orosius
- 2002: Xasthur/Acid Enema
- 2004: Nachtmystium/Xasthur (Autopsy Kitchen, Shades of Death)
- 2004: Xasthur/Angra Mainyu (Total Holocaust Records)
- 2004: Xasthur/Leviathan (Profound Lore Records)
- 2004: Nortt/Xasthur (Split mit Nortt; Total Holocaust Records)
- 2007: Cryostasium/Xasthur (Bestial Onslaught)
- 2007: Striborg/Xasthur (Autopsy Kitchen)
- 2008: Black Circle/Xasthur (Turanian Honour)

### Sampler-Beiträge
- 2004: Chill of the Night (Returning) und Der Det Skjulte Lever auf Gathered Under the Banner of Strength and Anger: A Homage to Ildjarn (Pestilence Records)
- 2005: Maanen’s Natt (Manes-Cover) auf Destroyers from the Western Skies (As Night Devours the Sun) (KillZone Records)
- 2005: Tyrant of Nightmares auf Reflections from the Abyss – Chapter I (Kthulu Productions)
- 2005: Erblicket die Töchter des Firmaments auf Burzum – The Tribute (Ash Nazg, Perverted Taste)
- 2006: The Cold Earth Slept Below… auf To the Triumph of Evil (Witnesses to the Bringer of Life’s Decay) – A Tribute to Judas Iscariot (ISO666 Releases)